# Aurora (Illinois)
Aurora è un comune (city) degli Stati Uniti d'America che si trova prevalentemente tra le contee di Kane e DuPage, con parti che si estendono nelle contee di Kendall e Will, nello Stato dell'Illinois. La popolazione era di 197 899 abitanti al censimento del 2010, il che la rende la 2ª città più popolosa dello stato e la 114ª città più popolosa della nazione. Fa parte dell'area metropolitana di Chicago ed è un sobborgo di Chicago. Gli abitanti di Aurora vengono chiamati Auroran.
Nel 1908, Aurora ha adottato ufficialmente il soprannome di città delle luci (City of Lights in inglese), perché fu una delle prime città degli Stati Uniti ad implementare un sistema di illuminazione stradale completamente elettrico nel 1881. Nel centro storico di Aurora si trovano il fiume Fox e Stolp Island. La città è divisa in tre regioni, West Side, che si trova sul lato ovest del fiume Fox, East Side, che si trova tra la riva orientale del fiume Fox e la linea che divide le contee di Kane e DuPage, e Far East Side/Fox Valley, che si trova sul confine orientale della contea con la città di Naperville.

## Geografia fisica
Aurora è situata a 41°45′50″N 88°17′24″W (41.7637855, -88.2901352).
Secondo lo United States Census Bureau, la città ha una superficie totale di 118,61 km², dei quali 116,38 km² di territorio e 2,22 km² di acque interne (1,88% del totale).

## Società

### Evoluzione demografica
Secondo il censimento del 2010, c'erano 197 899 abitanti.

### Etnie e minoranze straniere
Secondo il censimento del 2010, la composizione etnica della città era formata dal 59,71% di bianchi, il 10,71% di afroamericani, lo 0,51% di nativi americani, il 6,69% di asiatici, lo 0,03% di oceaniani, il 19,05% di altre razze, e il 3,29% di due o più etnie. Ispanici o latinos di qualunque razza erano il 41,34% della popolazione.